# Tony Randall
Tony Randall (nascido Arthur Leonard Rosenberg; Tulsa, 26 de fevereiro de 1920 –  Nova York, 17 de maio de 2004) foi um ator, produtor e diretor estadunidense, mais conhecido por seu papel como Felix Unger na adaptação para tevê da peça de Neil Simon The Odd Couple, e por filmes dos anos 60 como Let's Make Love (com Marilyn Monroe), e Boys Night Out (com Kim Novak).

## Biografia
Randall nasceu numa família judia de Tulsa, Oklahoma, filho de Julia (nascida Finston) e Mogscha Rosenberg, um comerciante de arte e antiguidades Estudou na Tulsa Central High School,
Randall chegou a frequentar por um ano a Northwestern University antes de se mudar para Nova York a fim de estudar na Neighborhood Playhouse School of the Theatre, onde procurou dar vazão ao desejo de atuar que surgira ainda criança na escola e que se vira frustrado no colegial, por conta de uma leve gagueira.
No ano de 1940 conseguiu um papel atuando em trabalhos de dramaturgia radiofônica e, no ano seguinte, estreou numa peça novaiorquina e atuou em outras apresentações até ser convocado pelo exército, em 1942.

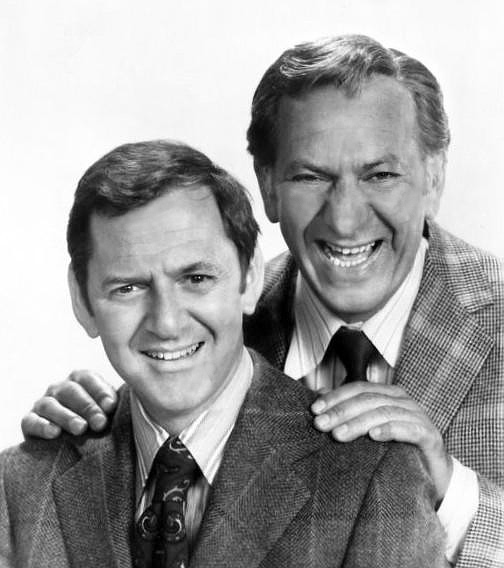
Randall ao lado de Jack Klugman, no sucesso da tevê, The Odd Couple (1972).

Após dar baixa em 1946, retornou a Nova York e ao rádio, e tomou parte em produção itinerante de teatro e representou na Broadway, na peça  Antony and Cleopatra; após várias outras apresentações em que foi reparado por críticos, em 1950 atuou em grande papel que o fez, em 1952, ganhar papel na televisão e mais tarde ter sua primeira indicação ao Emmy.
Com o sucesso televisivo não deixou de atuar no teatro, e ainda passou ao cinema, onde teve participação em inúmeros filmes de Hollywood e na década seguinte atuou ao lado de astros da época como Rock Hudson e Doris Day.
Na década de 1970 fez grande sucesso na televisão, tornando-se conhecido pelo papel em The Odd Couple, que lhe rendeu o prêmio Emmy.
Ele se casara em 1939 com Florence Gibbs, união sem filhos que durou até à morte dela, de câncer, em 1992; em 1995, aos 75 anos, se casou com uma jovem de 24 anos, Heather Hanlan, com quem teve seus dois filhos: Julia Laurette Randall (nome que homenageia sua mãe e a atriz da Broadway, Laurette Taylor, morta em 1946) e Jefferson Salvini Randall (homenagem ao ator shakespeariano italiano do século XIX, Tommaso Salvini).
Randall morreu no NYU Medical Center, de pneumonia, que contraiu após uma cirurgia coronariana feita em dezembro de 2003, e foi sepultado no Westchester Hills Cemetery.

## Filmografia
| Ano  | Título                                                                    | Papel                                                                                                 | Notas                                |
| ---- | ------------------------------------------------------------------------- | --- | ------------------------------------ |
| 1957 | Oh, Men! Oh, Women!                                                       | Cobbler                                                                                               |                                      |
| 1957 | Will Success Spoil Rock Hunter?                                           | Rockwell P. Hunter/ Ele mesmo/ Lover Doll                                                             | Nomeado ao Golden Globe Award        |
| 1957 | No Down Payment                                                           | Jerry Flagg                                                                                           |                                      |
| 1959 | The Mating Game                                                           | Lorenzo Charlton                                                                                      |                                      |
| 1959 | Pillow Talk                                                               | Jonathan Forbes                                                                                       | Nomeado ao Golden Globe Award        |
| 1960 | The Adventures of Huckleberry Finn                                        | Rei da França                                                                                         |                                      |
| 1960 | Let's Make Love                                                           | Alexander Coffman                                                                                     |                                      |
| 1961 | Lover Come Back                                                           | Peter 'Pete' Ramsey                                                                                   | Nomeado ao Golden Globe Award        |
| 1962 | Boys' Night Out                                                           | George Drayton                                                                                        |                                      |
| 1962 | Two Weeks in Another Town                                                 | Ad Lib in Lounge                                                                                      | (não creditado)                      |
| 1963 | Island of Love                                                            | Paul Ferris                                                                                           |                                      |
| 1964 | 7 Faces of Dr. Lao                                                        | Dr. Lao / Merlin / Pan / Abominável Homem das Neves / Medusa / Serpente gigante / Apollonius de Tyana |                                      |
| 1964 | The Brass Bottle                                                          | Harold Ventimore                                                                                      |                                      |
| 1964 | Robin and the 7 Hoods                                                     | Hood                                                                                                  | (não creditado)                      |
| 1964 | Send me no Flowers                                                        | Arnold                                                                                                |                                      |
| 1965 | Fluffy                                                                    | Prof. Daniel Potter                                                                                   |                                      |
| 1965 | The Alphabet Murders                                                      | Hercule Poirot                                                                                        |                                      |
| 1966 | Our Man in Marrakesh                                                      | Andrew Jessel                                                                                         |                                      |
| 1969 | Hello Down There                                                          | Fred Miller                                                                                           |                                      |
| 1972 | Everything You Always Wanted to Know About Sex* (*But Were Afraid to Ask) | Operador                                                                                              |                                      |
| 1979 | Scavenger Hunt                                                            | Henry Motley                                                                                          |                                      |
| 1980 | The Gong Show Movie                                                       | Atuando em Tuxedo                                                                                     |                                      |
| 1980 | Foolin' Around                                                            | Peddicord                                                                                             |                                      |
| 1983 | The King of Comedy                                                        | Como ele mesmo                                                                                        |                                      |
| 1985 | The Fantasy Film Worlds of George Pal                                     | Como ele mesmo                                                                                        |                                      |
| 1985 | Hitler's SS: Portrait of Evil                                             | Putzi                                                                                                 | Telefilme                            |
| 1986 | My Little Pony: O Filme                                                   | The Moochick                                                                                          | (voz)                                |
| 1987 | The Gnomes' Great Adventure                                               | Rei gnomo/ Fantasma do Lago Negro                                                                     | (voz)                                |
| 1988 | The Man in the Brown Suit                                                 | Rev. Edward Chicester/ Miss Wilke/ Stewardess                                                         | Telefilme baseado em Agatha Christie |
| 1989 | It Had to Be You                                                          | Milton                                                                                                |                                      |
| 1989 | That's Adequate                                                           | Host                                                                                                  |                                      |
| 1990 | Gremlins 2: The New Batch                                                 | Brain Gremlin                                                                                         | (voz)                                |
| 1991 | The Boss                                                                  | Narrador                                                                                              | (voz)                                |
| 1993 | Fatal Instinct                                                            | Juiz Skanky                                                                                           |                                      |
| 1996 | How the Toys Saved Christmas                                              | Mr. Grimm                                                                                             | (voz)                                |
| 2003 | Down with Love                                                            | Theodore Banner                                                                                       |                                      |
| 2005 | It's About Time                                                           | Mr. Rosenberg                                                                                         |                                      |